# Narożnik (Góry Stołowe)
Narożnik (niem. Eckstein – szczyt w Górach Stołowych, o wysokości 849 m n.p.m.
Narożnik leży na południowy wschód od Lisiej Przełęczy, oddzielającej go od masywu Skalniaka. Zbudowany jest z piaskowców ciosowych górnych (najmłodsza warstwa Gór Stołowych), porośnięty lasem świerkowym regla dolnego.
Ku zachodowi i południu Narożnik opada pionowymi ścianami, dzięki czemu stanowi popularne miejsce do wspinaczki – znajduje się tu ponad 100 dróg. Wierzchołek stanowi punkt widokowy na Góry Stołowe, Obniżenie Dusznickie, Góry Bystrzyckie i Góry Orlickie.
Przez szczyt prowadzi  niebieski szlak turystyczny z Dusznik-Zdroju do Karłowa. Przy szlaku wiodącym przez Narożnik w 1997 r. zastrzelono dwoje turystów, studentów wrocławskiej Akademii Rolniczej. O zdarzeniu przypomina wmurowana na szczycie tablica oraz dwa krzyże w miejscu zbrodni. 
Sprawcy po zbrodni skierowali się na Łężyce o czym świadczyły porzucone około 2 km od Narożnika plecaki ofiar.